# Valeri Chéjov
Valeri Chéjov (ruso: Валерий Чехов) nació el 27 de noviembre de 1955 en Rusia. Es un Gran Maestro Internacional de ajedrez de Rusia.
En 1975, Chéjov ganó el Campeonato Mundial Junior de Ajedrez para menores de 20 años, celebrado en Tjentiste, Bosnia y Herzegovina.
En la lista de enero de 2009 de la FIDE, tiene una puntuación elo de 2457.

## Partidas notables
Anatoli Kárpov - Valeri Chéjov, Unión Soviética 1972 1.e4 e5 2.Cf3 Cc6 3.Ab5 a6 4.Aa4 Cf6 5.0-0 Cxe4 6.d4 b5 7.Ab3 d5 8.dxe5 Ae6 9.c3 Ae7 10.Cbd2 0-0 11.Ac2 f5 12.Cb3 Dd7 13.Cfd4 Cxd4 14.Cxd4 c5 15.Cxe6 Dxe6 16.f3 Cg5 17.Te1 Tad8 18.De2 c4 19.Th1 f4 20.b3 Ac5 21.Ad2 Tde8 22.a4 Dh6 23.axb5 axb5 24.b4 Ab6 25.Ta6 Te6 26.Txb6 Txb6 27.Df2 Ta6 28.g3 fxg3 29.Dxg3 Ce4 30.Axh6 Cxg3+ 31.hxg3 gxh6 32.f4 Ta3 33.e6 Txc3 34.Ad1 Txg3 35.e7 Te8 36.f5 Tg5 37.f6 Tf7 38.Tf1 d4 39.Af3 Tf5 0-1